# 奇天烈大百科角色列表
奇天烈大百科角色列表介紹日本漫畫暨電視動畫作品《奇天烈大百科》的登場角色。
以下所指之「原作」皆為漫畫舊版，新版則另標明。
電視動畫角色配音員以「聲」表示。台灣分為衛視中文台和東森幼幼台與MOMO親子台兩版，繁體字翻譯亦以後者為準（因前者與香港配音版本播映年代久遠，相關資訊多已不可考）；香港則分四期，若未標註者代表各為一期，兩個即為各兩期。電視劇角色演員以「演」表示。

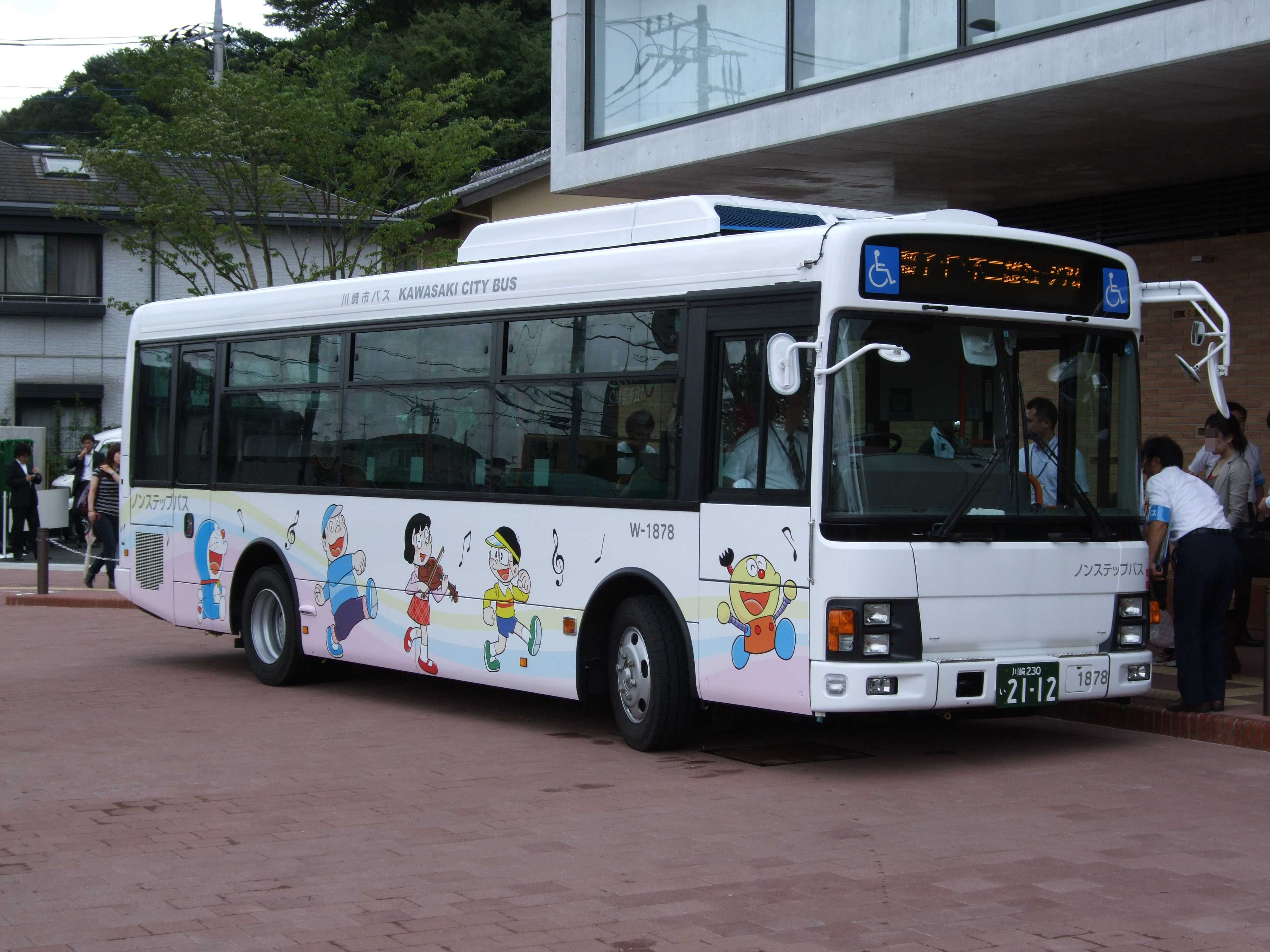
川崎市藤子·F·不二雄博物館的接駁巴士車身上繪製的部分角色，由左至右為哆啦A夢、熊田薰（大猩猩）、野野花美代子（美美）、木手英一及可羅

## 木手家
除了可羅、豆豆羅和小巧比的機器人，請參照奇天烈百科全書法寶列表。
木手英一
通稱奇天烈（キテレツ），電視動畫台灣配音則忽略此點、直稱英一。該作人類主角。
自祖先奇天烈齋遺留套書《奇天烈大百科》中翻製眾多其發明作品，最重要的是武士機器人–可羅。但《奇天烈大百科》終在最終話被銷毀：原作是母親無意發現後燒棄；電視動畫版則是遭到偷竊，卻因無法閱讀並視同廢物丟掉。
平常配戴神通鏡與有字母「K」的黃色遮陽帽（電視動畫版為紅色）。
演：山內秀一
電視動畫版
聲：藤田淑子（日本）；姜瑰瑾→鄭仁君（衛視中文台）／馮嘉德（東森幼幼台＆MOMO親子台）（台灣）；黃小英→沈小蘭→曾秀清→黃玉娟（香港）
表野小學五年級生。身高146公分。為人正直、個性親切有禮，對於家人或朋友的求助通常會予以協助。
喜歡發明與科學研究，並擅長電子、機械和化學，有修理家用電器和汽車的能力，是藤子不二雄作品中少見的聰明主角。
法寶製作資金幾乎來自零用錢與壓歲錢，亦曾撿拾可回收垃圾視作材料，且法寶損壞亦須另外籌錢修理。
害怕地震和鬼怪；劣於運動和吹奏直笛；早期討厭紅蘿蔔和芹菜等蔬菜，直到第23集因連續將蔬菜轉變為可樂餅口味以進食並引致厭煩，再以原口味品嚐時，因而感到美味則意外克服。
學業成績尚佳，但擅長科目（數理）及不擅長科目（國文）的程度相差甚多。
於小學二年級近視，原配戴普通眼鏡，發現神通鏡後則改配戴之。
暗戀美代子，該作亦多次描述兩人私下對於彼此的觀點，成年後也與美代子結婚生子。
相當崇拜祖先奇天烈齋。
兒時愛哭，就讀幼稚園時則有「愛哭鬼阿英」之稱號。
曾於幼年因一次重病瀕臨喪命。
可羅
該作武士機器人主角，由英一參考《奇天烈大百科》記載原型並製出。
身高約50公分、體寬約30公分、體重約10公斤；頭部與雙手是橡膠球體、身體是小型浴桶、手臂是吸塵器軟管，體內其中一個零件是路面電車的彈簧。
虹膜左右不對稱，電視動畫版予以修正。
以武士自居，第一人稱是「在下」。
生活型態與多數生理表現與普通人類無異。
電視動畫版
聲：小山茉美（TVSP、1988年3月27日—1990年3月25日、NHK電視劇）→杉山佳壽子（1990年4月15日—1996年6月9日）（日本）；敖冰欣→龍顯蕙→賀世芳（衛視中文台）／雷碧文（東森幼幼台＆MOMO親子台）（台灣）；龍德瓊→周文瑛（第四期）（香港）
思想單純，本性善良，缺點是過於冒失、任性和輕浮，且自尊心強烈。背後揹著一把小型玩具武士刀。
精神年齡和智能與幼稚園學童相近。語言至多只能理解平假名，並劣於計算。
運動能力不錯，在某些狀況下甚至足以贏過熊田薰。休閒愛好是閱讀兒童故事書和在公園玩耍。喜歡吃可樂餅。
被木手家視為家人。討厭被朋友排除在外，即使自己明顯不該參與其中。
因為熊田熊八認為可羅的髮髻看似葱頭，於是替他取了「洋蔥頭」的綽號（台灣配音早期譯為「小蔥頭」）。
最終話為了報答奇天烈齋發明之恩，決定留在他所身處的江戶時代生活，終與英一等人告別。但過去幾集的未來場景卻有登場，對此動畫組從未說明。
奇天烈齋（奇天烈斎／キテレツ斎（キテレツさい））
英一的祖先。江戶時代的發明家，著有《奇天烈大百科》系列書籍，記載奇天烈齋的發明作品（含製作方法）。其發明被當時的人民視為怪力亂神、擾亂世間，因而被捕並軟禁。角色原型為平賀源內。
電視動畫版
聲：肝付兼太（TVSP）→屋良有作（青年期：森功至、少年期：阪口大助）／清川元夢（NHK電視劇）（日本）；黃天佑（青年期：熊肇川）（台灣，東森幼幼台＆MOMO親子台）
本名木手英之進（木手英之進（きて えいのしん））。通稱奇天烈齋（奇天烈斎），幼年名為「利吉」。逝世時間未明。收有一名弟子，名為「奇妙齋」。
年少之時曾到法国受僱於大仲马屬下做事，而大仲馬稱他為「賈波尼」（Japonet）。
英一的媽媽（キテレツの母親）
原作僅得知姓氏。溫柔賢慧，但生氣後頗難應付。
演：山下容莉枝（木手滿子）
電視動畫版
聲：梨羽由記子（TVSP）→島本須美（日本）；許淑嬪→？→呂佩玉（衛視中文台）／林美秀（東森幼幼台＆MOMO親子台）（台灣）；徐愛貞（後兩期）（香港）
本名木手美智子（きて みちこ）。家庭主婦。
對於英一經常製作法寶深感憂心，但家中凡有東西損壞也會請英一修理。
高中和大學就讀私立名校「雙星女子學園」。
體能良好，學生時代是排球社社員，競技體操中的單槓為擅長項目。烹煮料理亦佳，可樂餅是其中拿手。
英一的爸爸（キテレツの父親）
原作僅得知姓氏。遺傳自父親似鱈魚子的嘴唇，患有近視。
演：山寺宏一
電視動畫版
聲：田中秀幸（TVSP）→屋良有作／太田真一郎（中學生時代）（日本）；黃天佑（東森幼幼台＆MOMO親子台）（台灣）
本名木手英太郎（木手英太郎（きて えいたろう））。為人溫柔敦厚。任職於「江戶物產公司」，為營業二課的課長。
相對於自己的妻子，反而不擅運動。學生時代與其他兩位同學被稱為「單槓三傑」，意指最不會拉單槓的三人；後靠英一的法寶克服障礙。
曾任電影院的運送膠卷工讀生。
豆豆羅（豆コロ）
聲：渡邊菜生子（第89集（1990年5月6日）—第90集（1990年5月20日））→山田恭子（第328集（1996年5月12日））（日本）；林美秀（東森幼幼台＆MOMO親子台）（台灣）
電視動畫原創角色，亦在漫畫新版登場。
創始源自英一和可羅的爭執，因可羅氣到離家出走，英一隨即製出豆豆羅；由於期間材料較少，以致體型比可羅小上一號。使用太陽能電池發電。
「聽話神經」調整過度，使得喜歡說教，對主人的生活起居無事不管，引致有些自傲。
其後被關在儲藏室；在第328集由於儲藏室出現裂痕，藉由縫隙照入的陽光重新啟動，因忌妒可羅受重視，一度陷害可羅。最終與妙子一家人搬到美國生活。
小巧比（おちゃっぴい）
聲：冬馬由美（日本）；林美秀（東森幼幼台＆MOMO親子台）（台灣）
電視動畫原創角色，亦在漫畫新版登場。
起初因為可羅近來變得懶惰，英一為了刺激可羅而製出小巧比。體型與可羅相似，但稍小些；性別設為女性，外型以粉紅色系為主，並穿著和服。
有特殊學習機能，因為此點被熊田熊八看中而邀請幫忙其店做生意。
曾替英一的母親製作拼布教室的袋子作業，對「作業」固有定義。替熊田薰寫學校作業時，誤將所有作業本剪成袋子，令之憤怒；隨後目睹生氣的熊田薰攻擊為她維護的可羅，隨後替可羅復仇卻反受重擊、引致故障，從此對他有絕對敵意。
阿薰
電視動畫原創角色。
由可羅飼養的寵物蝸牛。平假名與熊田薰的「薰」相同（電視動畫台灣配音譯為注音）。

## 野野花家
美美
原作僅得知綽號。該作女主角。9月4日生。
演：大柳繪梨香（御代田美代子）
電視動畫版
聲：山本百合子（TVSP）→莊真由美（1988年3月27日—1991年3月24日）→本多知惠子（1991年4月28日—）（日本）；許淑嬪→林佑俽→呂佩玉（衛視中文台）／林美秀（東森幼幼台＆MOMO親子台）（台灣）；賴雪芬→？→朱妙蘭→曾秀清（香港）
本名野野花美代子（野々花みよ子（ののはな みよこ）），通稱美美（みよちゃん）。身高144公分。
學業成績不錯，性格溫和，卻意外對具冒險性的事物深感興趣、自主性頗強。
擅長烹飪，也曾學習彈奏鋼琴。討厭的蔬菜是青椒和洋蔥。
對英一有特別好感，也是英一未来的妻子；但也曾單戀佐佐木老師的外甥智英。
就讀幼稚園時有扁桃腺腫大的問題。
美代子之母（みよ子の母）
原作於〈冥府刀〉登場。 
電視動畫版
聲：半谷君枝→大野由佳→遠藤みやこ（日本）；雷碧文（東森幼幼台＆MOMO親子台）（台灣）
與同作其他婦女角色相比，較為嫻靜並優雅。
迷信占卜，也曾帶女兒去算命。
十年前曾於當時試圖轉型為超級市場型態的八百八蔬菜店工作。
美代子之父（みよ子の父）
原作於〈冥府刀〉登場。 
電視動畫版
聲：佐藤佑暉（日本）；黃天佑（東森幼幼台＆MOMO親子台）（台灣）
上班族。患有近視。
播映中期調職到北海道，並與在當地就讀大學的兒子明彥一同生活。
美代子之兄（みよちゃんの兄）
原作於登場。 
電視動畫版
聲：難波圭一→神谷浩史（日本）；黃天佑（東森幼幼台＆MOMO親子台）（台灣）
本名野野花明彥（野々花明彦（ののはな あきひこ））。
大學生，其校位於北海道函館，故初期獨自生活，而父親後因公職也搬到北海道。
飼養一隻鬣蜥蜴。
只相信有絕對科學根據的事物，起初對英一製作的法寶懷抱質疑態度，直到英一當面實驗後才相信。
初登場時被英一誤認是美美的男朋友。

## 熊田家
阿薰(大猩猩)（ブタゴリラ，直譯為豬猩猩）
屬於「藤子系」（故藤子不二雄系列動漫作品）常有的孩子王角色。居住於普通住宅，家業為八百八蔬菜店,其祖父輩時期八百八為魚店。
演：江成大輝
電視動畫版
配音：大竹宏（TVSP、1988年3月27日—1991年1月20日、2月3日）→龍田直樹（1991年1月27日、2月10日—）（日本）；魏伯勤→孫誠→夏治世（衛視中文台）／熊肇川（東森幼幼台＆MOMO親子台）（台灣）；梁政平→呂永林（香港）
本名熊田薰（熊田薫（くまだ かおる）），與曾祖父相同，綽號大猩猩（ブタゴリラ，直譯豬猩猩）、阿薰。身高151公分。相貌與母親較相近。
父母以「八百八蔬菜店」為家業。
因為名字有「薰」此字（日本當地男女皆常有），出生時叔父未得知性別而將他誤認為女生，甚至送女兒節人偶給他做為禮物。
綽號（豬猩猩）本身帶有篾意，若被直稱（豬）會生氣。
早期性格惡劣，後漸有好轉，而日本版配音員更換也被部分觀眾認為是改變的原因之一；且播映中期起戲份加重，經常擔任該集主角。
除了體育以外的科目程度皆差，尤其常將各種詞彙發音唸錯、寫錯字或無法理解詞彙涵義（最常被冬冬糾正），因而容易被取笑。
粗心且較無耐心，頻繁惹禍或找人麻煩（尤其可羅和冬冬）。
以家業為傲，志願是成為八百八蔬菜店的下一代老闆，也愛將蔬菜掛在嘴邊，更不允許別人討厭蔬菜，甚至曾與肉店的兒子起爭執。
很貪食，還曾自稱是「人肉用餐顯示器」。牙齒相當健康、視力2.0。
喜歡妙子；最怕母親。
長大後結婚，初期設定只生一子，之後為雙胞胎。
大猩猩之母（ブタゴリラの母親）
原作於「冥府刀」登場。 
電視動畫版
配音：上村典子（日本）；？→賀世芳（衛視中文台）／馮嘉德（東森幼幼台＆MOMO親子台）（台灣）；譚淑英（後兩期）（香港）
本名熊田小百合（熊田小百合（くまだ さゆり））。八百八蔬菜店第十三代老闆娘。
時常與老公上演吵架戲碼，通常會是她勝利，不過也有另外情形。
數次希望讓大猩猩的學業成績好轉，試圖讓他補習，甚至聘請家庭教師，但到頭來都是一場空。
父親是鞋匠，兩位哥哥曾經歷第二次世界大戰。
高中時期就讀夜間部，白天則在工作，曾在電影院工作過。
與所就讀的幼稚園導師一樣名為小百合。
熊田熊八（熊田熊八（くまだ くまはち））
配音：青野武（少年期：丸尾知子）（日本）；黃天佑（少年期：林美秀）（東森幼幼台＆MOMO親子台）（台灣）
電視動畫原創角色。
大猩猩的父親，八百八蔬菜店第十三代老闆，口頭禪是「歡迎光臨」。
跟兒子一樣喜歡動不動就把蔬菜和生意放在嘴邊，並喜歡用蔬菜說冷笑話。
喜歡圍棋。
家中的腳踏車已有二十五年歷史，是八百八的傳家寶，由腳踏車專家黑金鐵五郎專為他打造的，而鐵五郎沒過多久後去世。
約十年前望將八百八改建成超級市場，終宣告失敗。
八百八的招牌由父親當時的好友八五郎提供；另八百八和熊八的「八」皆源自八五郎的「八」，為感謝八五郎對當時的熊田一家照顧。
熊田虎七（熊田虎七（くまだ とらしち））
配音：田中康郎→佐藤正治（日本）；熊肇川（東森幼幼台＆MOMO親子台）（台灣）
電視動畫原創角色。
大猩猩的叔父，住在巴西。
曾將大猩猩誤認為女生，甚至送女兒節人偶給他做為禮物，之後則送大猩猩一套百科全書，望他能夠用功。
熊田熊一郎（熊田熊一郎（くまだ くまいちろう））
配音：青野武（日本）；黃天佑（東森幼幼台＆MOMO親子台）（台灣）
電視動畫原創角色。
大猩猩的叔叔，據名字推測應為熊八的長兄。
熊田實（熊田みのり（くまだ みのり））
配音：上村典子（日本）；林美秀（東森幼幼台＆MOMO親子台）（台灣）
電視動畫原創角色。
大猩猩的兒子。
原本不喜歡蔬菜，令未來的大猩猩傷透腦筋，因而搭乘時光機到現代求助英一，希望讓他克服對蔬菜的恐懼。

## 金治‧冬冬
金治（動畫版的冬冬）
臉長、嘴型尖。電視動畫版名為冬冬（トンガリ）。
演：東海孝之助
電視動畫版
配音：真夏龍吾（TVSP）→三ツ矢雄二（日本）；許淑嬪→林佑俽→呂佩玉（衛視中文台）／黃天佑（東森幼幼台＆MOMO親子台）（台灣）；關子楝→曾秉輝→雷霆→吳小藝（香港）
本名尖浩二（尖浩二（とんがり こうじ）），綽號冬冬、浩二。身高140公分。
家境富裕。有假性近視。
略為奸詐及軟弱，並喜歡炫耀。
受母親疼愛，也愛將「媽媽」作為口頭禪，尤其有危險時常大喊一聲「媽－媽－」，同樣很聽母親的話，似有戀母情結。
繪畫能力備受肯定。討厭青椒和番茄。
有補習，同時常被當成逃避事情的藉口，學業成績亦不錯。時常糾正熊田薰的錯誤用詞。
如今仍會尿床，且讀幼稚園時有「愛尿尿的小冬」稱號。
在認識五月一陣子後，便開始喜歡五月。
長大後從三流大學畢業，並靠關係到父親的公司上班。曾透過英一的發明得知前世是蟑螂。
金治
臉型較圓，且是兩位之中較矮的。
電視動畫版
配音：上村典子、佐藤智惠（日本）；雷碧文、林美秀（第130集）（東森幼幼台＆MOMO親子台）（台灣）
是大猩猩的另一個小弟。

## 尖家
皆為電視動畫原創角色。
尖浩一（尖浩一（とんがり こういち））
配音：新田三士郎→掛川裕彦→平野正人（少年期：三ツ矢雄二）（日本）；熊肇川（少年期：黃天佑）（東森幼幼台＆MOMO親子台）（台灣）
冬冬的父親。
是名菁英人士，在一流公司上班。有戴眼鏡。
兒時的綽號也叫冬冬，性格和長相也與冬冬現在差不多，甚至在有難時會喊爸爸（當時似有戀父情結，長大後變成媽媽），性格在結婚多年後才大有轉變。
喜歡打高爾夫球。
擁有武田信玄的掛軸。
尖貴子（尖貴子（とんがり たかこ））
配音：大野由佳（日本）；？→鄭仁君（衛視中文台）／林美秀（東森幼幼台＆MOMO親子台）（台灣）
冬冬的母親。
歇斯底里且喜歡炫耀自家的富有，並只對高級貨感興趣，及喜歡外國製產品（所戴的眼鏡便是義大利製）；討厭老鼠和借錢。
本人說過曾未愛過除了丈夫以外的男人，但事實未知。
相當溺愛冬冬，曾被佐佐木老師說該讓冬冬獨立一點。而為了讓冬冬在長大之後像父親一樣優秀，對他的生活規劃嚴格。
學生時期成績優秀，但對在小學五年級時的體重感到羞愧（身高136公分、體重57公斤），而不小心讓可羅知道，但可羅搞不懂是什麼數據。
原是單眼皮，後期割了雙眼皮。

## 苅野家相關
姓氏在電視動畫台灣配音版早期譯為狩野，原文為苅野。
苅野勉三（苅野勉三（かりの べんぞう））
住在木手家隔壁的重考生鄰居。英一等後輩皆稱勉三哥。將學生服當做休閒服，並戴著鏡片有漩渦而厚度與牛奶瓶底部相同的眼鏡。
演：山本耕史（刈野勉三）
電視動畫版
配音：肝付兼太（日本）；魏伯勤→？（衛視中文台）／熊肇川（東森幼幼台＆MOMO親子台）（台灣）；黃志明（後兩期）（香港）
早期是大學重考生，重考到第六次後靠後補名額考上高尾大學經濟科系。無論春夏秋冬，平常一樣穿著學生服。
25歲，出身自山形縣，性格純樸，缺點是迷糊和悲觀，也較內向。日本版配音有東北腔。
曾公開戴過隱形眼鏡和太陽眼鏡，但評價頗差：前者顯得奇怪；後者再搭配獨特西裝，反而像壞人。
最初是勉三單戀後來的女朋友友紀，之後使用英一的法寶將她約出來吃飯，再與英一對談時下定決心不靠法寶，當友紀聽到後便決定與勉三交往。
對小孩和動物有親和力。
擅長吹笛及口琴，有吹笛的小勉和口琴手阿勉之稱，亦擅長編織。
考到駕照後買有一台紅色老式汽車，但也因為年代久遠時常故障，學習早期對練習路段外的情況不熟悉而相當懼怕。
上大學後開始自己謀生，而到處找打工機會，但起初也因為迷糊而常換工作。
上原君子（上原君子（うえはら きみこ））
勉三的女朋友。
電視動畫版
配音：吉田菜穂→遠藤みやこ（日本）；雷碧文、林美秀（第22集）（東森幼幼台＆MOMO親子台）（台灣）
本名上原友紀（上原友紀（うえはら ゆき））。與漫畫版的外貌和性格明顯不同。後期成為空姐。討厭爬蟲類。
小笨
配音：大竹宏→？（日本）；黃天佑、熊肇川（第1集）（東森幼幼台＆MOMO親子台）（台灣）
為電視動畫原創角色。
偶像明星白樺惠理奈在小學時期曾偷養過牠（當時還是幼犬），並取名為東琪，被父母發現後不得已順著父母的意遺棄；動畫初登場時是受虐犬，被取名為小灰，雖然靠可羅使用法寶解決問題，但始終再遭遺棄，最後由勉三收養。
在電視上看到惠理奈出演的廣告並思念，最後在她的演唱會重逢，而惠理奈想要再收養小笨，卻因為討厭關在狗籠裡而作罷。
苅野米→苅野禰（苅野ヨネ（かりの よね））
配音：山本圭子→遠藤晴→柳澤三千代（日本）；林美秀（東森幼幼台＆MOMO親子台）（台灣）
為電視動畫原創角色，初登場於第83集。
勉三的母親。在山形縣生活。
老氣橫秋，跟勉三戴相同的眼鏡。習慣在凌晨四點起床。雖然心臟不好，卻出乎意料是個很有活力的老奶奶。
由於初戀情人是名飛行員，並曾說要帶她坐飛機，在空中俯瞰自己的村落，令她很期待，卻在未實行前戰死，因而使她有要往高處爬的想法。
花丸菊之丞劇團一次舉辦演員試鏡，起初因年事已大無法錄取，後靠演員面具使樣貌變得年輕，並另取「山形四十三（やまがたよそみ）」此名，當時成功打響名氣，但僅僅幾天就決定引退。當時自稱43歲，實際年齡未知。
阿杉
配音：江森浩子（日本）；雷碧文（東森幼幼台＆MOMO親子台）（台灣）
為電視動畫原創角色，初登場於第180集。
阿禰的朋友，是個老奶奶。
獨自一人生活。喜歡貓，後也收養一隻並取名為精英；似乎也有重聽，常將別人稱呼錯（阿禰也有此毛病，但較輕）。
冬冬在剛遇見她時相當懼怕她，在同住後將冬冬當做自己孫子看待，冬冬也變得很重視她。
平吉
配音：あずさ欣平→田中亮一（日本）；黃天佑（東森幼幼台＆MOMO親子台）（台灣）
為電視動畫原創角色。
阿禰的朋友，是個老爺爺。
是名農夫，每年冬天都會將自己的地瓜拿到東京烤來賣，是有名的平吉石烤地瓜，有將近三十年歷史。
荒木田洋平（荒木田洋平（あらきだ ようへい））
配音：沼田祐介（日本）；黃天佑（東森幼幼台＆MOMO親子台）（台灣）
為電視動畫原創角色。
20歲。與勉三一樣就讀高尾大學。

## 英一之導師家
英一的導師（キテレツの担任）
原作漫畫於「チョーチンおばけ捕物帖」登場。
電視動畫版
配音：佐藤正治（TVSP）→平野正人（日本）；熊肇川（東森幼幼台＆MOMO親子台）（台灣）
姓氏為佐佐木（佐々木）。在表野小學校任職，為英一等人的班導。有戴眼鏡。
雖然有著嚴厲的一面，但其實是個和善的人。
學生時期曾學過埃及文化，對阿拉伯語有些許了解。
其父曾是高中夜間部的導師，熊田小百合則是他當時的學生之一。
佐佐木老師之妻（佐々木先生の妻）
配音：青葉美代子（日本）；雷碧文（東森幼幼台＆MOMO親子台）（台灣）
為電視動畫原創角色。
佐佐木和馬（佐々木和馬（ささき かずま））
配音：林美秀（東森幼幼台＆MOMO親子台）（台灣）
為電視動畫原創角色。
佐佐木老師的兒子。2歲（後為3歲）。
在母親住院而父親疏於照顧後，變得孤獨，而開始喜歡惡作劇，只為了引人注目。
最喜歡大阪燒。

## 表野小學校相關
乙梨
英一的同學。
個性老實並懦弱，也因此常被人欺負。家境清寒。長相像猴子。曾討厭吃蔬菜，後克服。
電視動畫版
配音：佐藤智惠→冬馬由美（日本）；林美秀（東森幼幼台＆MOMO親子台）（台灣）
曾討厭吃蔬菜，後克服（原因與英一相同）。
瀨川
配音：青羽美代子→半谷君枝（日本）；雷碧文（東森幼幼台＆MOMO親子台）（台灣）
為電視動畫原創角色。
英一的同學，擔任班長，品學兼優。
曾在班長選舉時將自己的一票投給英一，也是唯一一票；在英一被選為學校動物飼養員時，在某週日親自前往探視，甚至準備早餐給他吃，疑似對英一有好感。
教務主任（教頭先生）（台版配音曾譯為副校長）
配音：池水通洋（日本）；黃天佑（東森幼幼台＆MOMO親子台）（台灣）
為電視動畫原創角色。
後期調到京都某所學校任職。

## 櫻井家
皆為電視動畫原創角色。
櫻井妙子（桜井妙子（さくらい たえこ））
配音：瀨戶真由美→小山裕香→久川綾（日本）；？→賀世芳（衛視中文台）；雷碧文（東森幼幼台＆MOMO親子台）（台灣）
第135集初登場。在部分集數是主要角色。
曾是英一的同班同學；但在父親逝世後，家中經營的澡堂以生意變差和缺乏人手為由歇業，並與母親搬到新潟，不過仍與英一等人有聯繫。晚期搬到美國加利福尼亞州的叔叔家。
大猩猩的女朋友。而名字中的「妙」曾被大猩猩記成「廟」，但後來妙子要求大猩猩繼續記錯，以能永遠不忘記她。
擅長編織，曾織毛衣給大猩猩。
在淺草和埼玉也有親戚。
櫻井芳江（桜井芳江（さくらい よしえ））
配音：川島千代子→島本須美（日本）；馮嘉德（東森幼幼台＆MOMO親子台）（台灣）
妙子的母親。遺孀。

## 花丸家
皆為電視動畫原創角色。
花丸五月（花丸五月（はなまる さつき））
配音：山崎和佳奈（日本）；？→龍顯蕙→？（衛視中文台）；馮嘉德（東森幼幼台＆MOMO親子台）（台灣）
在中後期正式登場。初登場轉至英一等人所就讀的表野小學校，並與英一同班，當時與大猩猩是在運動方面的勁敵，而父親有經營劇團須到處演出，五月也正是其中演員，因此得配合演出時常轉學。在部分集數是主要角色。
冬冬的女朋友，但曾暗戀美代子的哥哥。
最喜歡的科目是國語和體育，亦擅長運動（更勝大猩猩），也因為演出並沒有所謂的劇本，須自己記，所以記憶力自然而然變得很高；非常喜歡恐龍和鬣蜥蜴。
花丸菊之丞（花丸菊之丞（はなまる きくのじょう））
配音：島田敏→岸野幸正（日本）；黃天佑（東森幼幼台＆MOMO親子台）（台灣）
五月的父親，「菊之丞劇團」創辦人兼座長。
花丸江（花丸郁江（はなまる いくえ））
配音：島本須美（日本）；)林美秀（東森幼幼台＆MOMO親子台）（台灣）
五月的母親。
在「菊之丞劇團」負責給予演員幫助或指示，甚至會親自擔任演員。有戴眼鏡。

## 猛家
皆為電視動畫原創角色，僅於第217集登場，日本播出的順序在第292集到第293集間。起初動畫組替英一和可羅製造猛家這組宿敵，更打算安排再登場幾集，但做好的劇本和畫稿會被打亂，擱置到第292集後才開始播，結果也只登場一集，而日版DVD則將第218集往前遞補，而本集則是292集。
猛烈一（猛烈一（もうれついち））
配音：沼田祐介（日本）；黃天佑（東森幼幼台＆MOMO親子台）（台灣）
猛烈齋的子孫，也是企業家猛烈吉的公子，有管家爺爺服侍。
因為祖先對奇天烈家有所怨恨，所以讓可進與可羅在某電視節目進行對決。
可進
配音：林美秀（東森幼幼台＆MOMO親子台）（台灣）
是猛烈一依照祖先設計所做出的機關娃娃。
在某電視節目與可羅比拼，雖然三項比賽都勝，並對主人忠心耿耿，但因為可羅有許多朋友的同情，代表友情足以取代一切，最後則宣告是可羅勝。
猛烈齋（モーレツ斎（-さい））
配音：青野武（日本）；熊肇川（東森幼幼台＆MOMO親子台）（台灣）
猛烈一的祖先，是發明家。
原本跟奇天烈齋是學習上的好友，但因為有次將軍想見識兩人的機關娃娃，結果因製作時間太長導致遲到而輸，並懷恨在心，最後當場自殺，連猛烈家也徹底與奇天烈家拒絕往來。

## 室町時代相關
皆為電視動畫原創角色。
乙姬
配音：大竹宏→龍田直樹（日本）；熊肇川（東森幼幼台＆MOMO親子台）（台灣）
生活在14世紀後期室町時代的公主。長相極似熊田薰。
自傲，且舉止往往令人作嘔，性格三八頑皮，並總化濃妝。
對英一一見鍾情，甚至曾強迫他娶她為妻。
討厭蔬菜。
美美
配音：莊真由美→本多知惠子（日本）；林美秀（東森幼幼台＆MOMO親子台）（台灣）
是乙姬家中的侍女，長相極似野野花美代子。
所穿服裝與巫女相近。

## 腳注